# 天津站 (日本)
天津站（日语：／ Amatsu eki */?）位於大分縣宇佐市大字下敷田字繩夏期365番地，隸屬九州旅客鐵道（JR九州）日豐本線。

## 車站結構
島式月台1面2線的地面車站，開業當時起是平屋站舍的無人車站。

### 月台配置
| 月台   | 路線      | 方向 | 目的地         |
| ------ | --------- | ---- | -------------- |
| 站舍側 | ■日豐本線 | 上行 | 中津、小倉方向 |
| 對側   | ■日豐本線 | 下行 | 別府、大分方向 |

## 車站周邊
- 宇佐市立天津小學
- 雙葉山神社(双葉山神社)
  - 第35代横綱雙葉山的出生地。

## 使用狀況
| 乘車人員統計 | 乘車人員統計 |
| 年度         | 1日平均人數  |
| ------------ | ------------ |
| 2000         | 90           |
| 2001         | 84           |
| 2002         | 87           |
| 2003         | 80           |
| 2004         | 74           |
| 2005         | 70           |
| 2006         | 81           |
| 2007         | 75           |
| 2008         | 69           |
| 2009         | 76           |
| 2010         | 94           |
| 2011         | 90           |
| 2012         | 83           |
| 2013         | 85           |
| 2014         | 80           |
| 2015         | 90           |
| 2016年起     | 未有紀錄     |

## 歷史
- 1956年10月1日：日本國有鐵道開設。
- 1967年10月1日：新田原站 - 幸崎站間完成電化化工程。
- 1982年9月17日：天津站 - 豊前善光寺站間完成擴線工程。
- 1982年10月1日：今津站 - 天津站間完成擴線工程。
- 1987年4月1日：日本國鐵民營化後，天津站歸入九州旅客鐵道。

## 相鄰車站
九州旅客鐵道
■日豐本線
今津－天津－豐前善光寺
- 一部分的普通列車自中津站起為快速列車。

## 外部連結
JR九州 – 天津站（页面存档备份，存于）（日語）